# Estats principescs de l'Índia

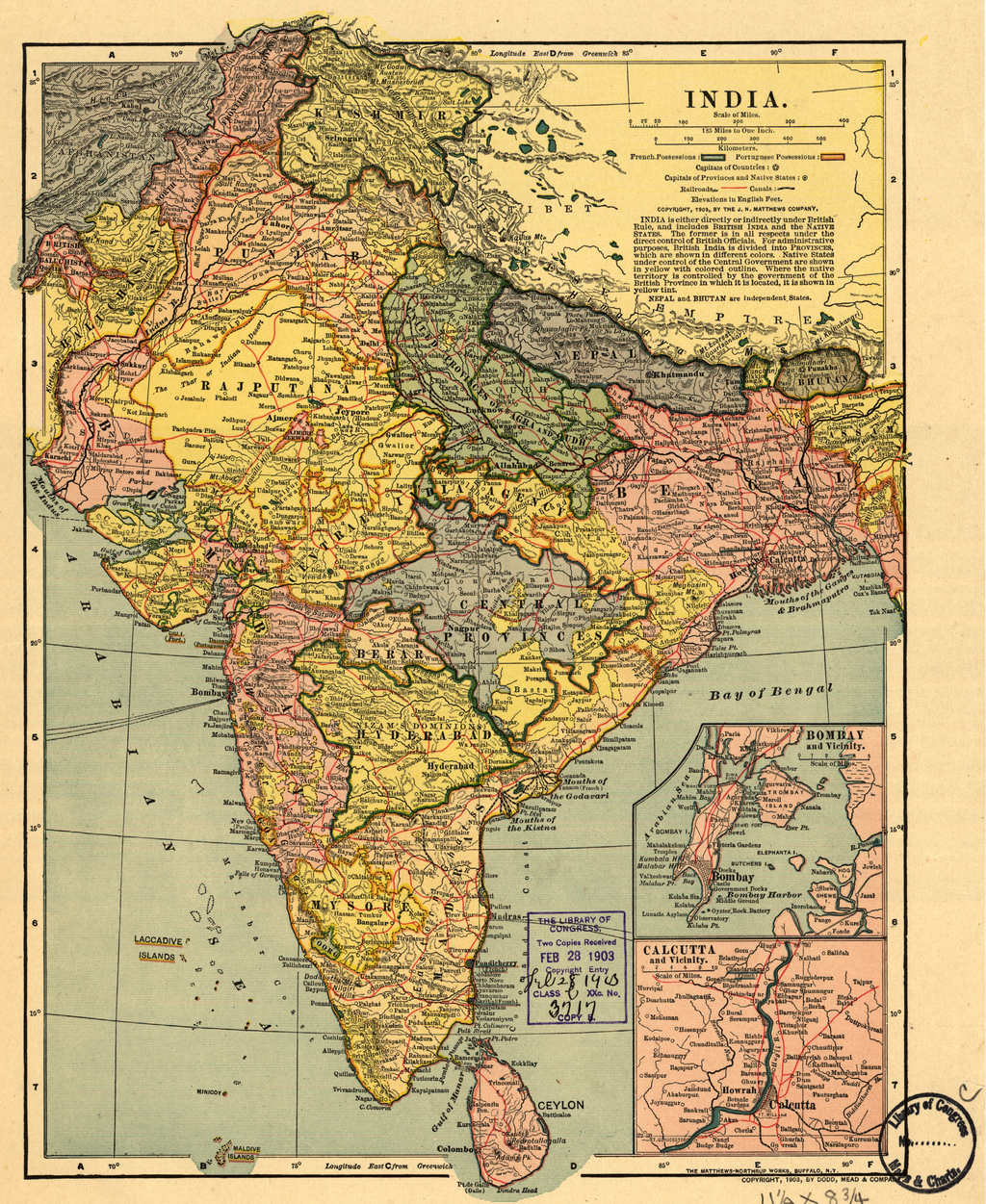
Principats de l'Índia

Els estats principescs de l'Índia foren uns principats o regnes que existiren al subcontinent indi durant la colonització britànica, sobre els quals regnava un dirigent local, anomenat príncep pels britànics, però que era rei de ple dret. Aquests estats eren diferents de les regions de l'Índia (les presidències i províncies) que formaven l'Índia britànica i que van estar sota administració de la Companyia Britànica de les Índies Orientals fins al 1858, i després sota administració britànica directa, en el que hom anomenarà Raj Britànic, fins a 1947.
Els Estats principescos gaudien d'una autonomia local i posseïen les seves pròpies lleis, llengües, festes i vacances, ministres i monarques, però estaven sota protecció britànica, la qual cosa els convertia, essencialment, en vassalls. En el moment de la independència, se'n comptaven 641, sense incloure-hi Birmània - part integrant de l'Imperi britànic de l'Índia - que, ella mateixa, estava formada per 52 Estats i eren representats amb una cambra especial de l'assemblea legislativa índia anomenada Cambra dels Prínceps (House of Prínces).
Els dirigents hindús menys poderosos utilitzaven el títol de «thâkur», més tard anglicitzat en tagore, un terme d'origen bengalí equivalent a kshatriya. La majoria dels dirigents hindús utilitzaven el títol de raja o una de les seves variants tals com râi, râna, râwal, râo, râya o râwat. Els més influents afegien el prefix mahâ - amb el significat de gran, com el magne de Charlemagne per a Carles el Gran - com en maharajà, maharana, etc. Els dirigents musulmans utilitzaven tots el títol de nabab, amb excepció del nizam de Hyderabad i Berar i del wali o kan de Qalat.

## Títols i regles de precedència
La salutació del canó - els guns - era la regla protocol·lària utilitzada per determinar la precedència dels dirigents. Els prínceps eren saludats per una salva composta d'un nombre imparell de salves de canons - de tres a vint-i-una - destinades a indicar el seu rang. Un gran nombre de sobirans menors no tenien dret a la salva; de manera general, la majoria dels sobirans gaudien d'una salva d'almenys nou canonades. Les salves de nombres inferiors eren de fet pels xeics àrabs dels estats costaners, igualment sota suzerania britànica. D'una manera general, el nombre de guns era el mateix per a tots els sobirans d'un mateix estat. Tanmateix alguns d'ells eren distingits individualment per una salva d'un nombre superior de trets. A més a més, certs sobirans gaudien als seus propis territoris, exclusivament, d'una salva més nombrosa.
En el moment de la independència índia, només cinc sobirans - el Nizam de Hyderabad, el maharajà de Mysore, el maharajà de Jammu i Caixmir, el maharajà Gaikwar de Baroda i el maharajà Scindia de Gwalior - gaudien d'una salva de 21 trets, i cinc sobirans - el nabab de Bhopal, el maharajà Holkar d'Indore, el maharana de Mewar, el maharajà de Kolhapur i el maharajà de Travancore - eren saludats per 19 guns. El virrei de les Índies es beneficiava de 31 canonades i l'emperador de les Índies, quant a ell, tenia dret a una salutació de 101 guns.
El príncep sènior era el Nizam d'Hyderabad, que portava el títol d'Exalted Highness (altesa de més alt rang); els altres prínceps gaudien del títol de Highness, o sigui Altesa. Cap títol particular no era utilitzat pels sobirans saludats per menys d'11 guns. Després de la independència de l'Índia, el maharana d'Udaipur va reemplaçar el Nizam com a príncep sènior i el títol d'Altesa va ser estès als sobirans de 9 guns.
Tots els sobirans eren elegibles per rebre certes distincions britàniques associades als ordes de cavalleria de l'Índia, l'Orde de l'Estrella de l'Índia i l'Orde de l'Imperi Indi. Els sobirans saludats amb salves de 21 i 19 guns rebien de manera normal el més alt rang possible, Cavaller Gran Comandant de l'Orde de l'Estrella de l'Índia, Knight Grand Commander of the Order of the Star of India). Les dones també podien ser anomenades «cavallers» d'aquests ordes.

## La doctrina de la caducitat o doctrina del lapse
La Doctrina de la caducitat o doctrina del lapse era una política d'annexió d'Estats indis elaborada per Lord Dalhousie mentre fou Governador General de l'Índia entre 1848 i 1856.
Segons la doctrina, tot territori o Estat principesc sota la influència directa (paramountcy) de la Companyia Britànica de les Índies Orientals (East India Company), estat vassall sota el sistema de subsidiarietat britànica, seria automàticament annexat, si el dirigent no tingués hereu natural al tron, en oposició a la tradició índia d'adopció en aquesta eventualitat.
En resposta a la seva adopció, la Companyia es va trobar en posició d'estendre la seva jurisdicció sobre un gran nombre de regions repartides en el subcontinent. Va annexar així els estats de Satara el 1848, Jaitpur i Samhbalpur el 1849, Baghat el 1850, Udaipur el 1852, Jhansi el 1853 i Nagpur el 1854, -tot acusant els nababs de mal govern-, utilitzant aquesta doctrina. Amb el temps, va esdevenir la causa d'un gran descontentament al si de la societat índia i va ser una de les causes de la revolta dels sipais de 1857.
La doctrina del lapse serà abandonada l'endemà de la rebel·lió, igual com el control de l'Índia per l'East India Company que va passar a la corona britànica, i per bé que cap dels estats absorbits per l'East India Company no va recobrar la seva sobirania, ja no hi va haver, llavors, cap altra annexió per part dels britànics.

## Organització
Els quatre majors Estats principescos - Hyderabad, Mysore, Jammu i Caixmir, i Baroda - estaven sota l'autoritat directa del Governador General. Dues agències, l'Agència de Rajputana (Rajputana Agency) i l'Agència de l'Índia Central (Central India Agency), supervisaven respectivament 20 i 148 Estats principescos. Els Estats restants acollien un oficial polític o un agent del govern que retia comptes als administradors de les províncies de l'Índia. Cinc Estats principescos estaven sota l'autoritat de l'Agència dels Estats de Madras, 353 sota la Presidència de Bombai, 26 sota la Presidència de Bengala, 2 sota la de l'Assam, 34 sota l'Agència dels Estats del Panjab, 15 sota la de les Províncies Centrals i Berar (Central Províncies and Berar) i 2 sota la de les Províncies Unides.

## Després de la independència
La independència de l'Índia va plantejar el problema dels Estats principescos : havien de ser integrats a l'Índia nova o (re)esdevenir independents, recobrant així la llibertat de contreure acords amb l'Índia o el Pakistan ? 
En l'aspecte jurídic, la solució de la independència s'imposava, ja que els prínceps indis només havien delegat els seus poders a la Corona del Regne Unit : des del moment que aquesta es retirava de l'Índia, havia de restituir-se la integritat dels seus poders als prínceps.
Aquesta solució va ser la primera preconitzada pel Virrei Lluís Mountbatten; no va rebre tanmateix l'assentiment de Jawaharlal Nehru i del Partit del Congrés.
Es va optar, doncs, per l'opció de la integració.
Després de la independència de 1947, els Estats principescos van tenir, doncs, la possibilitat de triar entre unir-se a l'Índia o integrar-se al Pakistan; aquesta tria li corresponia al príncep i no a la població de l'Estat. De fet, la majoria dels Estats principescos, van decidir incorporar-se a una de les dues noves nacions i el procés d'integració es va desenvolupar pacíficament, a excepció de tres casos espinosos - Junagadh, Hyderabâd i Jammu i Caixmir.

### Junagarh
Junagarh, un dels Estats de la península de Kathiawar - avui part de l'Estat del Gujarat - la població del qual era de majoria hindú, va integrar-se al Pakistan segons els desitjos del seu nabab. Aquesta situació va comportar una revolta popular i Junagarh va ser envaït pel micro estat veí de Mangrol. Finalment, en 1948, Junagarh va ser annexat per l'Índia, i el nabab es va refugiar a Karachi.

### Hyderabad
Un destí semblant es va presentar al Nizam d'Hyderabad. Aquest, musulmà i al capdavant d'un estat de grandària respectable, havia escollit continuar sent independent, en comptes d'unir-se al Pakistan. Després de nombrosos debats polítics infructuosos, quan els Razakar, la milícia irregular del primer ministre del Nizam, van començar a terroritzar els trens que passaven a través de l'Estat de Hyderabad, l'Índia va llançar una operació policíaca, de fet una invasió militar, que va ser seguit de l'annexió de Hyderabad. El Nizam va ser deposat, però tanmateix va ser autoritzat a quedar-se a Hyderabad.

### Jammu i Caixmir
Jammu i Caixmir era governat per un maharajà hindú mentre que la seva població era, com avui d'altra banda, majoritàriament musulmana. Aquest va treure profit de la situació del seu Estat, que no estava enclavat ni a l'Índia ni al Pakistan, per proclamar la seva independència.
En témer que el Caixmir no escollís finalment la seva integració a l'Índia, Mohammed Ali Jinnah, president de la república del Pakistan, va subornar els guerrers pathans de les zones tribals de la província de la North-East Frontier per tal que travessin la frontera novament definida i es posessin en marxa cap a Srinagar; però es van dedicar, mentre eren al camí, als seus costums de pillatge. Aquesta penetració va forçar el maharajà a prendre una decisió i aquests retards causats pels pillatges li van permetre demanar l'ajuda militar de l'Índia. Aquesta ajuda tingué com a contraprestació la integració del seu Estat en la república índia, la qual cosa és a l'origen de les tensions entre l'Índia i el Pakistan des d'aquesta data.

### Visió de conjunt
Els Estats principescos que van escollir l'Índia van ser absorbits pel sistema administratiu del país, i tots els prínceps van ser deposats pacíficament. Cada dirigent va veure's atribuïda, seguint el model de la monarquia britànica i seguint el seu rang, una llista civil, és a dir una pensió, anomenades aquí privy purses, que li permetia conservar un cert tren de vida compatible amb la seva posició. Tanmateix, rompent amb aquests compromisos, el govern d'Indira Gandhi suprimirà, en 1972, tots els títols i privilegis reials i pararà el pagament de les llistes civils, per una esmena, datada el 31 de juliol de 1971, a la Constitució de l'Índia: «El concepte de dirigents, associat a les llistes civils i privilegis especials sense relació amb qualsevol funció en curs o per raó social, és incompatible amb un ordre social igualitari» (The concepte of rulership, with privy purses and special privileges unrelated to any current functions and social purposes, is incompatible with any egalitarian social order).
Aquest canvi va comportar un cop de gràcia al tren de vida, ja de per sí molt malmès, dels rajàs i nababs; alguns van optar per fer carrera política o diplomàtica al servei del nou estat indi, i altres, descobrint els seus dots de gestor, van transformar els seus palaus en establiments hotelers, el que va fer la fortuna, per exemple, del maharana de Mewar, amb el seu cèlebre Lake Palace Hotel sobre el llac Pichola.